# Porte du Brugelet
La porte du Brugelet est une porte située en France sur la commune d'Auzon, dans la région Auvergne-Rhône-Alpes.

## Localisation
La porte est située dans le département français de la Haute-Loire, sur la commune d'Auzon, dans l'ancienne région administrative d'Auvergne.

## Historique
À la fin du XIIIe siècle, la cité avait émergé en remplacement de l'ancien castrum. Au XVe siècle, en raison des menaces d'attaques de la part des routiers, un nouveau mur d'enceinte a été érigé. Bien que la ville soit solidement protégée au nord par le château et le mur d'enceinte, sa vulnérabilité était manifeste du côté de la plaine.

## Description
Un mur méridional fut érigé, renforcé par quelques tours et agrémenté d'une porte. Cette porte fortifiée reçut le nom du quartier, le Brugelet. Elle se compose d'un mur en moellons, avec une base de tours en encorbellement du côté est, utilisée pour la défense et la surveillance. Le mur présente une ouverture en arc brisé du côté sud, tandis que du côté nord, le passage est plus large et protégé par un arc surbaissé, bien que construit de manière plus rudimentaire.

## Protection
La porte du Brugelet est inscrite au titre des monuments historiques par arrêté du 10 novembre 1997.